# Miguel Palacios
Miguel Palacios (Miguel Francisco Gil Palacios, Málaga, España, 1970) es un novelista y dramaturgo español. Ejerció durante varios años de profesor y director de relaciones internacionales en diversas instituciones de enseñanza superior en Francia. Actualmente da clases de Escritura Dramática y Dramaturgia en la Escuela Superior de Arte Dramático de Sevilla. 
Su novela utiliza el género fantástico para tratar principalmente temas ontológicos. Por el contrario, en su obra dramática, muy comprometida, predomina la crítica social.
Muchos de sus textos dramáticos han sido puestos en escena y algunos de ellos han sido traducidos al francés.

## Biografía
Miguel Palacios (Miguel Francisco Gil Palacios) nació en Málaga el 20 de marzo de 1970, en donde residió hasta el año 2000. Es Doctor por la Universidad de Málaga (UMA), y su línea principal de investigación es la Dramaturgia Andaluza Actual. También estudió Filología Hispánica en la UMA y Dirección Escénica en la ESAD de Málaga. 
El curso 98/99 lo pasó en la universidad Pascal Paoli, en Corte, Córcega (Francia). Apasionado por la cultura gala, regresó a Francia en octubre del año 2000 y allí residió -principalmente en la conurbación de Lille-, hasta septiembre de 2009. Durante esos años tuvo la oportunidad de viajar por todo el mundo, lo que ha tenido una gran influencia en su escritura. Otra actividad importante en su desarrollo es la práctica regular de artes marciales, kárate Kyokushinkai y aikido concretamente. 
En agosto de 2008 conoció en Nueva York a la esgrimista Paula Gaytán de Ayala Gabarain, con la que se casó en 2019. 
Afincado en Sevilla desde 2018, en la actualidad está dedicado a la escritura narrativa y dramática, colabora con varias compañías hispalenses como autor y director de escena, y da clases de Dramaturgia en la Escuela Superior de Arte Dramático de Sevilla. 

## Novela
En 2010 fue finalista al Premio Internacional Minotauro de Novela Fantástica y de Terror con Tierra de Nada, novela publicada por Luces de Gálibo en 2014 con el título Los adoradores de la serpiente roja, una novela gótica ambientada en Málaga. 
Como señala Gorka Sáez, en la novela hay numerosos vuelcos de trama y acción, además de un ambiente inquietante que sume al lector en un mundo pseudoapocalíptico que demanda una solución, “todo ello aderezado con matices que bien pueden asemejarse a la mitología que el maestro Lovecraft ideó, introduciendo elementos tales como sectarios, seres monstruosos y primigenios, poderes fuera de lo normal, etc”.
Zona de sombras, su segunda novela, ha sido publicada por MAR Editor en 2022. Se trata de una novela fantástica con reminiscencias góticas, un original retablo de monstruos y situaciones propias del género de terror que derivan hacia la fantasía épica y el multiverso.
Zona de sombras está construida sobre una cosmovisión muy particular que podría servir de marco a otras muchas historias. También presenta una reflexión sobre la identidad que de forma análoga, está presente en varios de sus textos dramáticos.
Su tercera novela, Mosaico francés para el año de mi muerte (Amazon KDP, 2023) cuenta la caída de un triunfador cuya visión del mundo se quiebra a causa de una experiencia traumática. Está dividida en cuatro partes: "Piernas", "Béatrice", "Dieciocho días de agosto" y "Ella tiene miedo, pero irá con él a donde vaya"; y se presenta como un diario emocional que vira hacia la novela negra.

## Teatro
El teatro de Miguel Palacios se expresa a través de diversas estéticas. Afirma Isabelle Reck a este respecto: 
“Miguel Palacios es un todoterreno del teatro y de la escritura y ha explorado las formas más radicalmente posdramáticas y experimentales. En mitad de esta heterogeneidad de formas, ha privilegiado ante todo la poesía (para él ‘el teatro es una poesía tridimensional’) y la estética grotesca (en particular en sus ‘tragedias delirantes’) o más bien el neogrotesco (sus modelos van de Shakespeare a Beckett, Arrabal y Romero Esteo, y el pop art en sus últimos trabajos”.
Tras un breve periodo de aprendizaje, en paralelo a la experimentación radical y posdramática, Palacios comienza a desarrollar la tragedia delirante, una construcción dramatúrgica análoga al esperpento de Valle-Inclán, al teatro de Arrabal y a la grotescomaquia de Romero Esteo. Se trata de tragedias que se expresan a través de personajes farsescos. Tragedias grotescas que sirviéndose del rito muestran algunos de los aspectos más oscuros del ser humano y de la sociedad española de finales de los años 90. Entre otras, pertenecen a esta etapa: Mascarada de San Demonio Mártir y la vieja pelleja Micaela (1995), Maruja, asesina de mosquitos, ratas, torturadores y verdugos (1996), Muñecos (Una obra para adultos) (1997) y El hombre del saco (1999). 
El carácter de todoterreno que señala Isabelle Reck se aprecia también en las últimas obras de Miguel Palacios, de géneros y estilos muy variados, del grotesco al naturalismo (Los elegidos, 2024), de la farsa (Solidaridad animal, 2020) a la tragedia (Impromptu del rey muerto, 2022), del teatro cuántico (Vida y muerte de la cabra de Schrödinger, 2022) al teatro de terror (El círculo de tiza y la raya de sal, 2019). Y en este maremágnum, como también señala Isabelle Reck, destaca la estética del pop-art, presente en obras como El maravilloso viaje a la frontera del fin del mundo de dos hombres corrientes vestidos de superhéroes (2020).
Muy interesante es en este sentido el cometario de Antonia Amo: “Miguel Palacios (…) es como Edward Hopper, el artista que inspira los veintiún cuadros de Hopper’s Blue Night, un nouveau réaliste. Dos artistas que escapan a las categorías marcadas por las tendencias sus épocas y que encuentran su identidad creadora en un haz de flujos artísticos salidos a la vez de la vanguardia y de la herencia popular”.
La clave común a todas sus obras: el compromiso social, guiado por valores progresistas y humanos que hace que su obra tenga un marcada carácter político. A este respecto, señala Carmen Arribas Castillo: “Como autor reivindicativo, cuestiona y plantea dudas, habla de lo que ocurre sacudiendo conciencias, de nuestro entorno más inmediato en estado de crisis e ilumina nuestras contradicciones como seres humanos con el fin de transformar la realidad”. Destacan sus textos dramáticos sobre memoria histórica: Patriotas (Historia de un viejo y su perro) (2024) y Le crépuscule des patriotes (2024); y contra el autoritarismo, El hombre del saco (2021) y Muñecos (2022).  
Muchas de sus obras han sido puestas en escena y algunas de ellas, El maravilloso viaje a la frontera del fin del mundo de dos hombres corrientes vestidos de superhéroes, Hopper’s Blue Night y El Arroyo de los Ángeles han sido traducidas al francés y publicadas en Francia.
Además del teatro de texto, Miguel Palacios lleva desde 1997 escribiendo a pie de escena y dirigiendo obras posdramáticas radicales. Sus claves: poderosas imágenes que dialogan con textos fragmentarios, preeminencia del claroscuro y el silencio, personajes que se concretan y diluyen, tramas que se rompen en favor de la composición y el compromiso con el ser humano y la sociedad en que vivimos. Algunas de sus obras más significativas son: La Pecera (1997), sobre la situación de la mujer en el sur de Europa a fin de siglo; Trastos (1999), sobre los desastres de la guerra y nuestra percepción de los mismos; PH8 (Les liturgies du déjeuner), (2011), sobre la violencia en la sociedad civilizada; Konstante 013 (2013), una reescritura de El príncipe constante, de Pedro Calderón de la Barca, en la que Palacios construye un retablo de la sociedad española de 2013, devastada por la crisis económica.
Afirma Juan García Larrondo a propósito de Miguel Palacios: “Su teatro es el espejo de un misterio submarino que se desvela cuando lo atravesamos y en su reflejo, en la escena que hay detrás, nos reconocemos al ahogarnos mar adentro y resucitar en otras costas. De su chistera brotan fábulas y personajes tan reales como dantescos, igual de imposibles que entrañables. Pánico y dulzura, ángeles y luciferes, títeres con alambres de espinas en lugar de hilos o caricatos aparentemente dóciles que ocultan en el rubor de sus mejillas el sutil beso de amor que profesa el cuello de la marioneta hacia la cachiporra o hacia su afilada guillotina”.

## Obra publicada

### Novela
- Mosaico francés para el año de mi muerte (Amazon KDP, 2023)
- Zona de sombras (MAR Editor, 2022)
- Los adoradores de la serpiente roja (Luces de Gálibo, 2014)

### Teatro
- La herencia de Auschwitz (Ediciones Invasoras, 2024)
- Les crépuscule des patriotes (Editions des archives contemporaines, 2024)
- Patriotas (Historia de un viejo y su perro) (Diputación de Córdoba, 2024)
- Los elegidos (Perro Flaco, 2024)
- La alegría (Ediciones Invasoras, 2023)
- La humanidad que perturba (Ediciones Irreverentes, 2023)
- Una zanahoria de media tonelada y una esfinge (Ediciones Invasoras, 2022)
- Impromptu del rey muerto (Atopía, 2022)
- Muñecos (Una obra para adultos) (Atopía, 2022)
- Mascarada de San Demonio Mártir y la vieja pelleja Micalea (Atopía, 2022)
- Muro 021 (Antígona, 2021)
- Vida y muerte de la cabra de Schrödinger (Atopía, 2021)
- El hombre del saco (Junta de Andalucía, 2021)
- La huida (Taetro, 2021)
- Solidaridad animal (Los Libros de Umsaloua, 2020)
- 1351 (Junta de Andalucía, 2020)
- Hopper's Blue Night (reCHERches, 2020)
- El Arroyo de los Ángeles (reCHERches, 2020)
- El maravilloso viaje a la frontera del fin del mundo de dos hombres corrientes vestidos de superhéroes (Atopía, 2020)
- El círculo de tiza y la raya de sal (reCHERches, 2019)
- El paraíso terrenal (AR.es, 2018)
- Europa Light (Junta de Andalucía, 2015)
- La decepciòn del pequeño Julius Mannetari (Contraluz, 2011)

## Puesta en escena

### Teatro de texto y danza
- Condicionamiento operante del melodioso ladrido del perro pastor español. EL LAVADERO, Teatro Irreverente de Andalucía, Sevilla, abril de 2024.
- Cosas que tengo que decirte antes de que te mueras. EL LAVADERO, Teatro Irreverente de Andalucía, Cádiz, agosto de 2023.
- 17GUERNICA37. Compañía de Danza de Fernando Hurtado, Málaga, 2018. [Dirección conjunta con Fernando Hurtado. Asesoramiento Dramatúrgico].
- El paraíso de los necios. Compañía de Danza de Fernando Hurtado, Nerja (Málaga), enero de 2017. [Escritura conjunta con Fernando Hurtado. Asesoramiento de Dirección].
- Cheshire (obra para bebés). Teatro Línea 6, Málaga, octubre de 2014.
- Anamakanda (obra para bebés). Teatro Línea 6, Málaga, febrero de 2014.
- Los grandes enigmas del Universo según la pepona Marillena (obra para niños). Teatro Línea 6, Málaga, 2013.
- El paraíso terrenal. Teatro Línea 6, Málaga, 2013.
- Mascarada de San Demonio mártir y la vieja pelleja. Teatro Línea 6, Málaga, octubre 2012.
- Muñecos (Una obra para adultos). Teatro Línea 6, Málaga, marzo de 2011.
- Pequeño estudio para un retrato. Teatro del Vacío, Roma (Italia), junio de 1999.
- Escorial, de Michel de Ghelderode. Teatro del Vacío, Málaga, octubre de 1998.

### Teatro posdramático radical, escrito y dirigido sobre la escena, y performance
- Los límites y el caos (De lo cósmico a lo cómico), 2009-2015. Teatro de los Orígenes Laboratorio y Boleros Imperfectos, Málaga, junio de 2015. [trabajo conjunto con Leslie Sánchez].
- Konstante 013, 2013. Teatro de los Orígenes Laboratorio, Málaga, marzo de 2013 [reescritura de El príncipe constante, de Pedro Calderón de la Barca].
- PH 14 (Génesis), 2012. Teatro de los Orígenes Laboratorio, Málaga, 2012.
- PH 13 (Liturgias de la nada), 2012. Teatro de los Orígenes Laboratorio, Málaga, 2012.
- PH 12 (Ritual de lo visible y lo invisible), 2012. Teatro de los Orígenes Laboratorio, Festival de Teatro Contemporáneo “El Quirófano”, Málaga, 2012.
- PH 11 (Ritual del reflejo y su reflejo), 2012.
- PH 10 (Liturgias de los mapas), 2011. Teatro de los Orígenes Laboratorio, Festival de Teatro Ritual de Andalucía, Riogordo, Málaga. “El Quirófano”. Málaga, 2011.
- PH 9 (Del corazón perdido en el laberinto de las oficinas), 2011.
- PH 8 (Les liturgies du déjeuner), 2011. Teatro de los Orígenes Laboratorio, Festival de Aviñón OFF (Francia), julio de 2011.
- PH 6 (Liturgias de la abrupta nada y la formidable oscuridad), 2011. Teatro de los Orígenes Laboratorio, Málaga, 2011.
- PH 4 (Ritual del mundo biológico), 2011. Teatro de los Orígenes Laboratorio, Sevilla, 2011.
- PH 3 (Ritual del mundo biológico), 2011. Teatro de los Orígenes Laboratorio, Sevilla, 2011.
- PH 2 (Ritual del mundo biológico), 2010. Teatro de los Orígenes Laboratorio, Málaga, 2010.
- PH 1 (Ritual del mundo biológico), 2010. Teatro de los Orígenes Laboratorio, Málaga, 2010.
- PH 0/7 (Pequeño estudio para un retrato), 2010. Teatro de los Orígenes Laboratorio, Málaga, 2010.
- Agamemnon 09, 2007-2008. Théâtre Zéro, Roubaix (Francia), mayo de 2009 [a partir de Agamenón, d’Eschyle].
- Action 0.3. La file de Dionysos, 2006. Théâtre Zéro, Roubaix (Francia), marzo de 2007.
- L’Âge du Sanglier, 2004-2006. Théâtre Zéro, Roubaix (Francia), febrero de 2007 [a partir de Ricardo III, de William Shakespeare].
- Action 0.1. Le Chicon, 2006. Théâtre Zéro, Lille (Francia), mayo de 2006.
- Mapas, 2001. Teatro del Vacío, Málaga, abril de 2001.
- Trastos, 1999. Teatro del Vacío, Málaga, marzo de 1999.
- La retórica del azul, 1997. Fundación Godot, Málaga, mayo de 1997.
- La pecera, 1997. Teatro del Vacío, Málaga, septiembre de 1997.

## Premios y menciones
Miguel Palacios ha sido finalista de la VII edición del Premio Internacional Minotauro de Novela Fantástica y de Terror (2010) con Tierra de Nada, publicada por Luces de Gálibo en 2014 como Los adoradores de la serpiente roja. También ha sido finalista del II Premio Villier de l’Isle Adam de Novela (2021) con: Zona de Sombras (MAR Editor, 2022) y Temerás el alma de las bestias (inédita). Zona de sombras fue también finalista del IV Premio Somnium de Ciencia Ficción y Fantasía (2018).
Entre los premios teatrales que ha recibido, destacan el primer premio en la modalidad de artes escénicas en las Muestras Culturales Ciudad de Málaga con La Pecera (1997), y el accésit al Romero Esteo por El hombre del saco (1999). De este último premio también fue finalista, con La perversa encarnación de Lilo el lila (1998) y obtuvo una mención especial del jurado con La puerta, los cuervos, la tostadora, los cuernos y el Bufón Cabezón Cara de Melón (1997). Su obra La huida fue ganadora ex aequo del Premio Rafael Guerrero (2019).  
Ganador del I Premio de Dramaturgia Diputación de Córdoba en 2022 con Patriotas (historia de un viejo y su perro).
En 2022 la Academia de las Artes Escénicas en Andalucía le otorgó el Premio Lorca al Estudio sobre Artes Escénicas en Andalucía por romeroesteos, monográfico sobre la Generación Romero Esteo editado por El Toro Celeste.

## Encuentros internacionales
En junio de 1999 participó en la Bienale dei Giovani Artisti dell’Europa e del Mediterraneo, Roma, con Teatro del Vacío. Allí estrenó de Pequeño Estudio para un Retrato, que él mismo dirigió.
En octubre de 1998 estuvo en residencia en el Traverse Theatre de Edimburgo, en el programa Colours of the Chameleon para jóvenes dramaturgos europeos. Allí fueron escritas y traducidas al inglés Pequeño Estudio para un Retrato y El ídolo; y comenzó el primer borrador de El hombre del saco. También se realizó una lectura dramatizada en inglés de Pequeño estudio para un retrato.

## Grupo generacional
Miguel Palacios pertenece a la Generación Romero Esteo junto a Tomás Afán, Antonio M. Morales Montoro, Carmen Pombero, Juan Alberto Salvatierra, Gracia Morales, Javier Berger, David Montero, Antonio Hernández Centeno, José Manuel Mora, Carlos Herrera Carmona, Marilia Samper, Antonio Raposo Hidalgo, Antonio Rincón Cano, José Ortuño, Rafael García Guzmán, Sergio Rubio, Juanma Cabañas, Damaris Matos, Pablo Gutiérrez, Gonzalo Lloret, Jorge Dubarry y Rafael Cobos.